# Número de Hartogs
En matemáticas, en particular en la teoría axiomática de conjuntos, un número de Hartogs es un tipo particular de número cardinal. En 1915, Friedrich Hartogs demostró que basta con los axiomas de Zermelo-Fraenkel (es decir, no se requiere el axioma de elección) para garantizar la existencia de un mínimo ordinal mayor que un cardinal bien ordenado dado.
Para definir el número de Hartogs de un conjunto, en realidad no es necesario que el conjunto sea bien ordenable:
| Si X es un conjunto, entonces el número de Hartogs de X es el mínimo ordinal α tal que no existe una función inyectiva de α en X. En particular, α es un cardinal bien ordenable o de Von Neumann, y se denota por ℵ(X). |

En el caso particular de que X sea bien ordenable, ℵ(X) = ℵn+1, donde ℵn es el cardinal de X. Si X no puede ser bien ordenado, entonces ℵ(X) no es necesariamente un cardinal mayor que el cardinal de X, pero sigue siendo el mínimo cardinal que no es menor o igual a la cardinalidad de X.

## Existencia
Dados algunos teoremas básicos de la teoría de conjuntos, la demostración de que todo conjunto posee un número de Hartogs es sencilla. Sea α = {β ∈ Ord: existe i: β → X inyectiva} la clase de los ordinales biyectables con un subconjunto de X.
Primero se debe verificar que α es un conjunto:
- X × X es un conjunto, gracias al axioma del conjunto potencia. Por la misma razón, el conjunto potencia de X × X también lo es.
- La clase W de todos los buenos órdenes de subconjuntos de X es una subclase definible del conjunto anterior, por lo que el esquema de especificación implica que es un conjunto.
- La clase de todos los tipos de orden de que además son un buen orden de W es un conjunto por el axioma de reemplazo, pues para w ∈ W:

(Dominio(w), w) ≅ (β, ≤)
se puede describir con una fórmula. Pero este último conjunto, que es un conjunto formado por ordinales, es precisamente α.
Por último, se demuestra que α tiene las propiedades enunciadas:
- Este conjunto es necesariamente transitivo: si β ∈ α y existe por tanto una f : β → X inyectiva, entonces dado un γ ∈ β, f también es inyectiva. Como un conjunto transitivo de ordinales es un ordinal, α es un ordinal.
- Si |β| = |γ| y β < α, obviamente γ < α, y por tanto α es un cardinal.
- Si hubiera una función inyectiva de α en X, entonces α ∈ α, por la definición de α. Como esto contradice la definición de ordinal, no existe dicha función inyectiva.
- Por último, α es el mínimo ordinal con esta propiedad, pues si β < α, β ∈ α y entonces hay una función inyectiva de β en X.